# Глазго (Делавер)
Глазго (англ. Glasgow) — переписна місцевість (CDP) в окрузі Нью-Касл штату Делавер США. Населення — 14 303 особи (2010).

## Географія
Глазго розташоване за координатами 39°36′6″ пн. ш. 75°44′50″ зх. д. / 39.60167° пн. ш. 75.74722° зх. д. (39.601548, -75.747349).  За даними Бюро перепису населення США в 2010 році переписна місцевість мала площу 25,71 км², уся площа — суходіл.

## Демографія
Згідно з переписом 2010 року, у переписній місцевості мешкали 14 303 особи в 5128 домогосподарствах у складі 3901 родини. Густота населення становила 556 осіб/км².  Було 5290 помешкань (206/км²).
Расовий склад населення:
| - 64,3 % — білих - 25,1 % — чорних або афроамериканців - 5,7 % — азіатів - 0,3 % — корінних американців - 1,7 % — осіб інших рас |

До двох чи більше рас належало 2,9 %. Частка іспаномовних становила 5,0 % від усіх жителів.
За віковим діапазоном населення розподілялося таким чином: 25,2 % — особи молодші 18 років, 67,8 % — особи у віці 18—64 років, 7,0 % — особи у віці 65 років та старші. Медіана віку мешканця становила 36,7 року. На 100 осіб жіночої статі у переписній місцевості припадало 94,9 чоловіків;  на 100 жінок у віці від 18 років та старших — 91,5 чоловіків також старших 18 років.
Середній дохід на одне домашнє господарство  становив 100 955 доларів США (медіана — 86 813), а середній дохід на одну сім'ю — 107 576 доларів (медіана — 98 493). Медіана доходів становила 50 773 долари для чоловіків та 48 100 доларів для жінок. За межею бідності перебувало 6,5 % осіб, у тому числі 9,8 % дітей у віці до 18 років та 3,3 % осіб у віці 65 років та старших.
Цивільне працевлаштоване населення становило 7952 особи. Основні галузі зайнятості: освіта, охорона здоров'я та соціальна допомога — 22,8 %, фінанси, страхування та нерухомість — 14,7 %, роздрібна торгівля — 12,7 %.